# 辛慶之
辛 慶之（しん けいし、生没年不詳）は、北魏・西魏の軍人。字は慶之、あるいは余慶。本貫は隴西郡狄道県。

## 経歴
馮翊太守の辛顕崇の子として生まれた。慶之は若くして文学の才能で推挙され、洛陽に召し出されて試問を受けた。その答案が第一等の成績であったため、秘書郎に任じられた。
530年（永安3年）、爾朱栄が殺害されて爾朱兆らが反乱を起こすと、孝荘帝は司空の楊津を北道行台として、山東の諸軍を統率させ、爾朱氏を討たせた。楊津は慶之を行台左丞とし、参謀の議論をつかさどらせた。楊津や慶之らが鄴に入ると、孝荘帝が爾朱兆に殺害されたことを知らされた。そこで楊津や慶之らは兗州と冀州のあいだに進出して、義徒を集めて、爾朱氏を討とうと図った。爾朱仲遠がすでに東郡を制圧していたため、慶之らの企図は失敗に終わった。531年（普泰元年）、節閔帝が擁立されると、慶之は洛陽に帰った。532年（普泰2年）、平北将軍・太中大夫の位を受けた。賀拔岳が関中大行台となると、慶之は召し出されてその下で行台吏部郎中・開府掾をつとめた。ほどなく雍州別駕に任じられた。
535年（大統元年）、車騎将軍の号を加えられた。まもなく衛大将軍・左光禄大夫に転じた。537年（大統3年）、宇文泰の東征に従い、行台左丞となった。西魏が河東郡を奪うと、慶之は本官のまま塩池都将を兼ねた。538年（大統4年）、東魏の軍が正平郡を攻撃して陥落させると、そのまま塩池を経略しようとした。慶之はあらかじめ防戦の準備をしており、東魏軍を撃退した。河橋の戦いで西魏軍が敗れ、西魏に属する黄河以北の太守や県令たちは城を棄てて逃走したが、慶之はひとり塩池に拠って、東魏に対峙することができた。540年（大統6年）、行河東郡事をつとめた。543年（大統9年）、入朝して丞相府右長史となり、給事黄門侍郎を兼ね、度支尚書に任じられた。再び行河東郡事をつとめた。通直散騎常侍・南荊州刺史に転出し、儀同三司の位を加えられた。
慶之は儒学の経典に明るく、盧誕らとともに諸王にその学問を教授した。553年（廃帝2年）、秘書監に任じられた。ほどなく在官のまま死去した。
子に辛加陵があり、主寝上士となった。

## 伝記資料
- 『周書』巻39 列伝第31
- 『北史』巻70 列伝第58